# (16761) Hertz
(16761) Hertz (1996 TE8) – planetoida z pasa głównego asteroid okrążająca Słońce w ciągu 4,35 lat w średniej odległości 2,66 j.a. Odkryta 3 października 1996 roku.